# 白くま

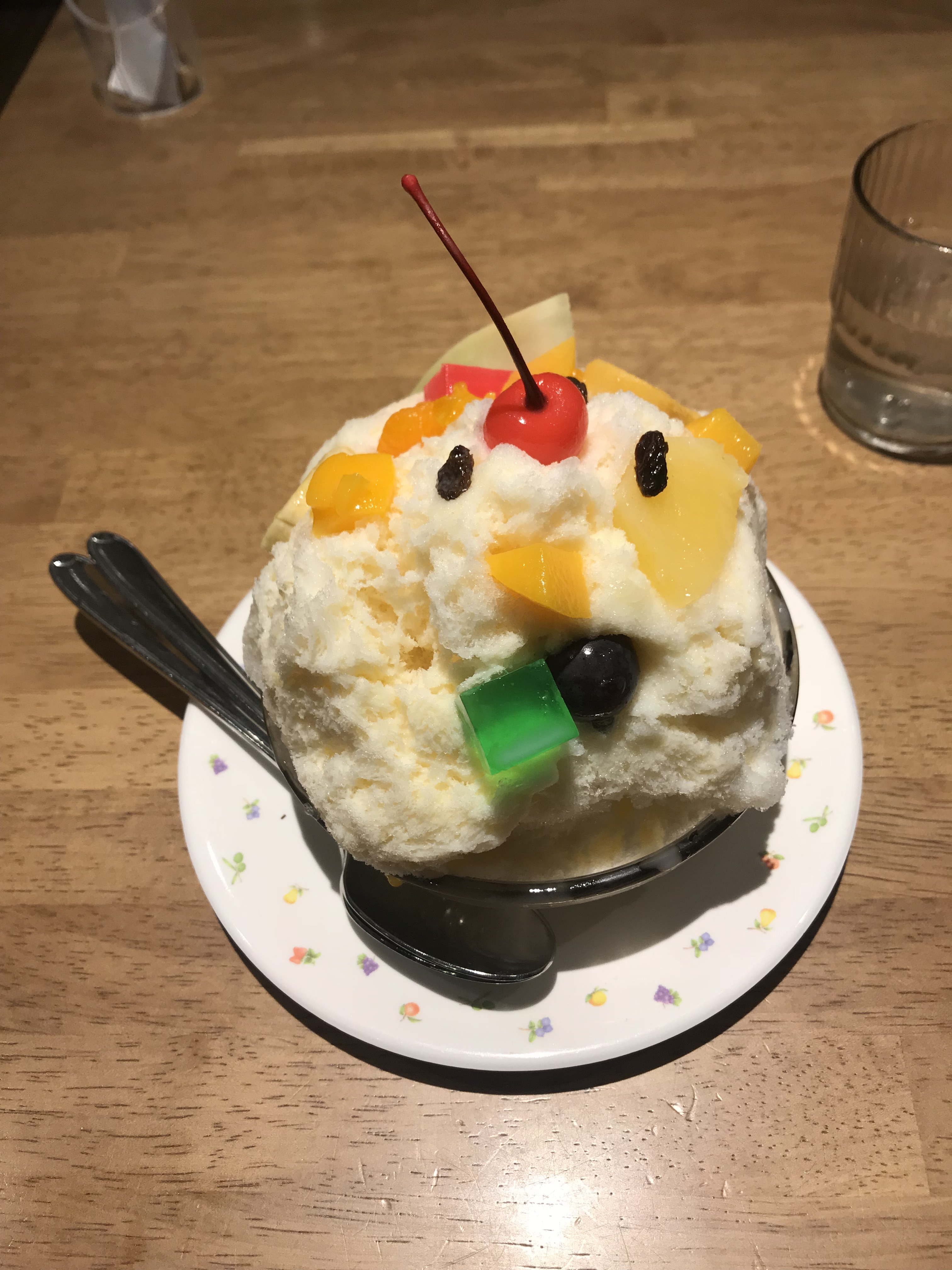
天文館むじゃきの白くま

白くま（しろくま）は、鹿児島県鹿児島市発祥の氷菓またはアイスクリーム類。

## 概要
削りたてのかき氷の上に加糖練乳をかけて缶詰などの果物を盛り付け、その上に小豆餡を載せたものである。
鹿児島市が発祥の地で、市内の多くの喫茶店や飲食店で提供されている。持ち帰り用にカップに入れて販売されるほか、カップ入り氷菓やバー状のアイスミルクなどの工場製品も製造されている。名称の「白くま」は由来が諸説ある（#名前の由来の項を参照）。
鹿児島市では、かき氷の代表として昭和前期から親しまれ、ABCテレビ『探偵!ナイトスクープ』、北海道テレビ『水曜どうでしょう』、テレビ東京『元祖!でぶや』などの番組で取り上げられて全国的に知名度が高い。近年では南九州の夏の風物詩として県外でも製造販売されており、特にセブンイレブン、ファミリーマートといった大手コンビニチェーンでも全国販売されている。

## 名前の由来
白くまの由来は諸説あるが、商標権などが問題視されておらず詳細は明らかでない。
- 1932年か1933年ごろ、鹿児島市西田本通りの綿屋が夏の副業として販売していたかき氷の新商品として作られた、練乳をかけたかき氷の名称に練乳の缶に貼られていたラベルに描かれたシロクマの絵を借用した、という説。この説は鹿児島県、セイカ食品が採用している[1][2]。
- 1947年に、鹿児島市の喫茶店「むじゃき」創始者の久保武がミルクのシロップをかけたかき氷を考案し、豪贅に見えるようにみつ豆の材料の三色寒天、サイコロ状に切り落とした羊羹、あずき豆、缶詰のフルーツ、干しブドウなどを色鮮やかに盛り付けて好評を得た。これの干しぶどうが目に見えて白熊に似ていることから「白くま」と命名したという説[3]。この説は鹿児島市にある喫茶店「むじゃき」や丸永製菓（本社所在地・福岡県久留米市）が採用している[4]。

動物のシロクマと区別するため漢字かな交じりで「白くま」と表記することが多いが、喫茶店「むじゃき」のようにすべて漢字で「白熊」と表記する場合もある。

## 歴史
1947年、「むじゃき」創始者の久保武によって考案され、1949年に販売を開始した。当時は白蜜、赤蜜をかけたみぞれ、蜜かけのようなシンプルなかき氷であった。改良を重ねた、独特のさっぱりとしたミルク味に仕上げた「白熊」が評判となり、天文館の食堂やデパートの食堂など、鹿児島市内中に広まった。
いまでは鹿児島の夏の風物詩となっている。

## 販売店

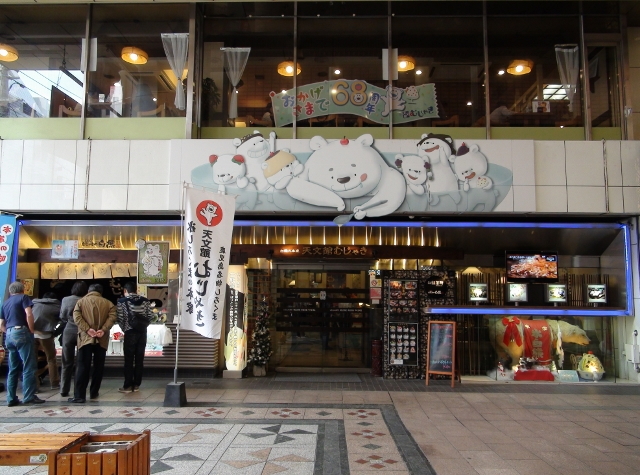
天文館むじゃき

- 鹿児島市にある「天文館むじゃき」が白くまの販売店として著名である。現在はプリンやヨーグルトを乗せた物も含め、各種風味のものを提供している。全国への発送も行っているが、標準サイズのものは750ミリリットルと大きいためベビーサイズも合わせて発売している。天文館にある本店の店頭では食べ歩き用のハンディサイズも発売している。
- 鹿児島市内をはじめ鹿児島県内やその他九州各地においては多くの飲食店で夏に提供されている。
- バリエーションとして、練乳に変え又は加え、チョコレートシロップやコーヒー、黒糖シロップなどを使った「黒くま」なども展開されている。
- 鹿児島県のスーパーや駄菓子屋で販売される最もポピュラーなカップ入りかき氷は「白くま」である。鹿児島市のセイカ食品の「南国白くま」は南九州3県のスーパーマーケットや駄菓子屋の定番商品で、カップ入りラクトアイス、アイスバータイプのアイスミルクなど様々な商品がある[2]。
- 鹿児島県外は、デパートなどの「物産展」で出張販売されるほか、広島県の福屋など通年販売する店や通信販売する店もある。
- 福岡県久留米市の丸永製菓の、「九州名物」と書かれたカップ詰め「白くま」や、アイスバータイプの「白くま」ラクトアイスはコンビニエンスストアやスーパーマーケットを中心に全国各地で販売されている。柔らかいアイスミルクに飾り付けを施したカップ詰め「白くまパフェ」などの商品も販売している[4]。
- 福岡県朝倉市のセリア・ロイルは、セブン&アイ・ホールディングスのカップ詰め「白くま」ラクトアイスのOEM生産を請け負っており、セブン-イレブンやイトーヨーカ堂、ヨークベニマルなどで販売されている。フルーツをイチゴだけにした「いちごがおいしい白くま」が2012年に発売された[5]。
- 大阪市のセンタンは、微細氷入りのバータイプ「白くま」を製造販売している[6]。
- 九州地方に多い袋詰めかき氷は元来鹿児島では販売されておらず、袋詰め「白くま」は存在しない。
- 東京は、有楽町の「かごしま遊楽館」2階のレストラン、池袋のナムコ・ナンジャタウンなどで期間限定で提供される。

## 代表的なメーカー
- セイカ食品（白くま）
- 丸永製菓（カップ詰め氷菓、アイスバー、カップ詰めパフェ）
- セリア・ロイル（カップ詰めラクトアイス）
- センタンアイスクリーム